# Повесть о Скандербеге
Повесть о Скандербеге (бел. Аповесць пра Скандэрбега) — литературный памятник XVII века на западнорусском письменном языке. В повести описывается восстание албанцев под предводительством Георгия Кастриоти по прозвищу Скандербег против османского владычества.

## Описание
Авторство неизвестно. Повесть является переработкой соответствующего раздела из «Хроник мира» (1564 года) авторства польского историка Марцина Бельского.
Основным источником повести послужила книга «История жизни и дел Скандербега» (1508 года) албанцкого историка Марина Барлетти в переводе Киприана Базилика на польский язык (Брест, 1569). По сравнению с польским источником история демократизирована. Сохранилось 10 списков, из них 2 с явными белорусскоязычными чертами. По задумке автора, повесть должна была послужить познанию героического прошлого балканских народов и воспитанию патриотических чувств у читателей.